# SVIP
SVIP (англ. Small VCP interacting protein) – білок, який кодується однойменним геном, розташованим у людей на 11-й хромосомі. Довжина поліпептидного ланцюга білка становить 77 амінокислот, а молекулярна маса — 8 443.
| 10         |  | 20         |  | 30         |  | 40         |  | 50         |
| ---------- |  | ---------- |  | ---------- |  | ---------- |  | ---------- |
| MGLCFPCPGE |  | SAPPTPDLEE |  | KRAKLAEAAE |  | RRQKEAASRG |  | ILDVQSVQEK |
| RKKKEKIEKQ |  | IATSGPPPEG |  | GLRWTVS    |  |            |  |            |

A: Аланін

C: Цистеїн

D: Аспарагінова кислота

E: Глутамінова кислота

F: Фенілаланін

G: Гліцин

I: Ізолейцин

K: Лізин

L: Лейцин

M: Метіонін

P: Пролін

Q: Глутамін

R: Аргінін

S: Серин

T: Треонін

V: Валін

Кодований геном білок за функціями належить до фосфопротеїнів, ліпопротеїнів. 
Локалізований у клітинній мембрані, мембрані, ендоплазматичному ретикулумі, апараті гольджі.